# Perdita mitis
Perdita mitis är en biart som beskrevs av Timberlake 1971. Perdita mitis ingår i släktet Perdita och familjen grävbin. Inga underarter finns listade i Catalogue of Life.